# Littérature en interlingue
La littérature en interlingue est l'ensemble des œuvres de fiction et de non-fiction créées ou traduites en interlingue, une langue construite créée par Edgar de Wahl. Bien qu'elle soit en grande partie composée de nouvelles originales et de traductions publiées dans la revue centrale de la langue, Cosmoglotta, il existe également des romans complets et des anthologies de poésie, en particulier ceux d'auteurs tels que Vicente Costalago (ie), Jan Amos Kajš (ie), et Jaroslav Podobský (ie).

## Histoire

### Contexte
L'interlingue, également connu sous le nom d'occidental, est une langue auxiliaire internationale créée en 1922 par le professeur estonien Edgar de Wahl. Son vocabulaire est largement d'Europe occidentale, basé en grande partie sur les langues romanes, avec une forte influence de l'anglais. Créé en 1922, il a été publié pour la première fois dans le magazine Kosmoglott (plus tard Cosmoglotta), où il a gagné en popularité. En raison d'un manque de grammaires publiées et de normalisation, les premiers travaux dans la langue utilisaient une orthographe et des structures grammaticales non standardisées.

## Publications

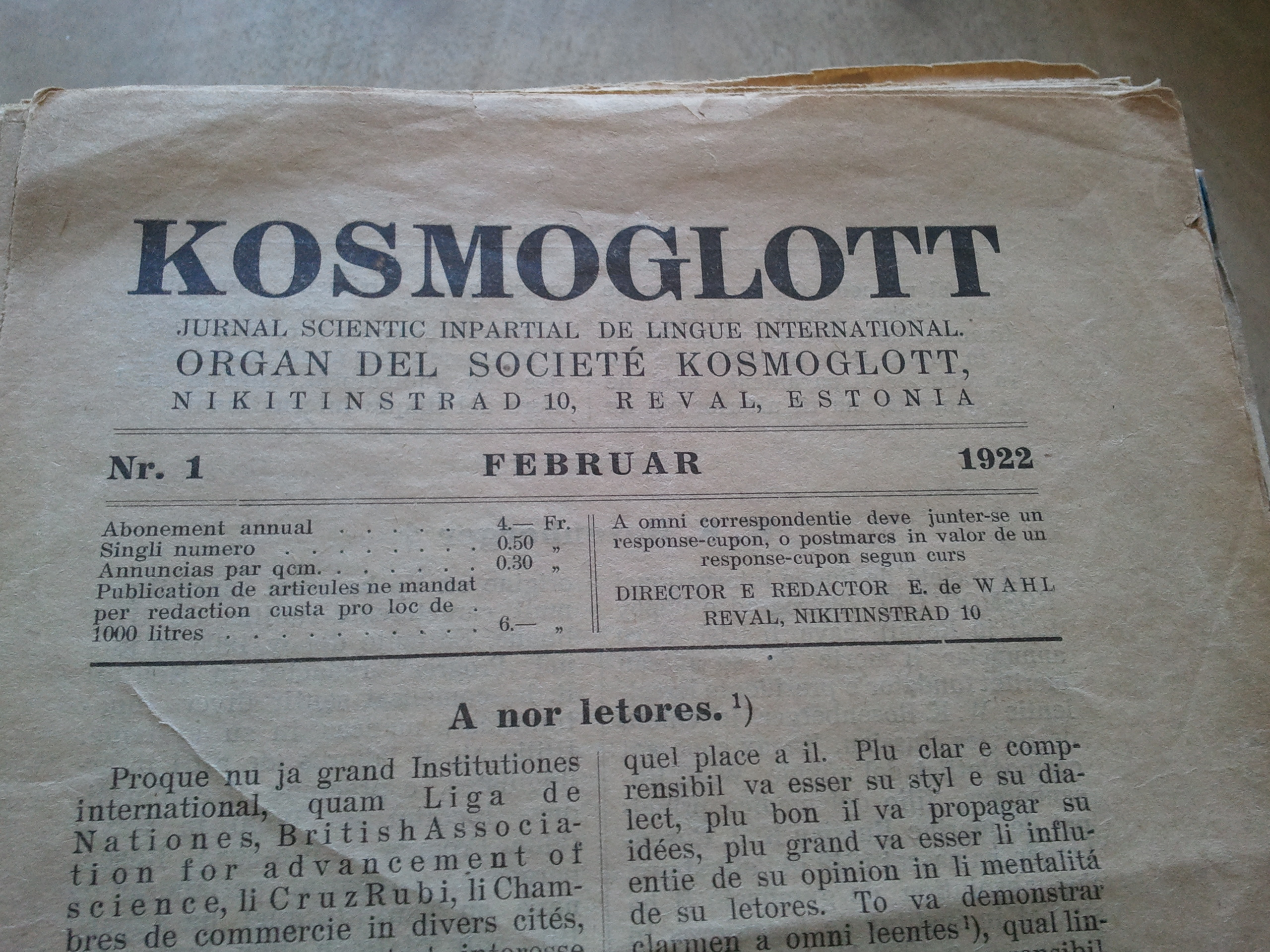
Première édition de Kosmoglott en 1925.

La première publication connue en interlingue est le livre Algèbre transcendante, idéographie mathématique, expérience d'un langage philosophique (Interlingue: Transcendent algebra, ideografie matematical, experiment de un lingue filosofic) du linguiste estonien Jakob Linzbach, une proposition de pasigraphie. Ce livre a été traduit en interlingue par de Wahl à la demande de Linzbach,. Il a été publié avant que de Wahl ne formalise la langue en Kosmoglott, alors que la langue était encore en développement, en tant que proto-langue appelée « Auli ».
La première œuvre de littérature interlingue en tant qu'art fut celle de Kaarle Julius Saarinen (fi): une traduction du poème « Hymn » (« Hymne ») du journaliste et écrivain finlandais Kaarlo Terhi (fi), parut dans l'édition de 1925 de Kosmoglott. Plusieurs autres traductions de littérature étrangère furent également publiées par A. Toman à cette époque, comme les poèmes Wandrers Nachtlied de Goethe dans le supplément de 1926 de Kosmoglott, et une traduction de "Nationalism in the West" de Rabindranath Tagore.
Dans le Supplement al Cosmoglotta 7 (1927), une traduction d'une œuvre du poète persan Saadi Shirazi fut présentée, aux côtés d'une œuvre d'Hermann Keyserling dans l'édition suivante en 1927.
Une série de traductions furent publiées dans les années 1930, dont Where is my home? de Konstantin Balmont, Manuel Menendez d'Edmondo De Amicis et A Descent into the Maelström d'Edgar Allan Poe. En outre, plusieurs œuvres originales ont été publiées, comme une anthologie de poésie, Li Astres del Verne (Les planètes du printemps), de Podobský, Krasina, raconta del subterrania del Moravian carst de Kajš, et plusieurs œuvres d'A. E. Cortinas (ie) et P. Dimitriev. Un recueil de nouvelles, Historiettes in Occidental, a été publié en 1930 par Ric Berger.

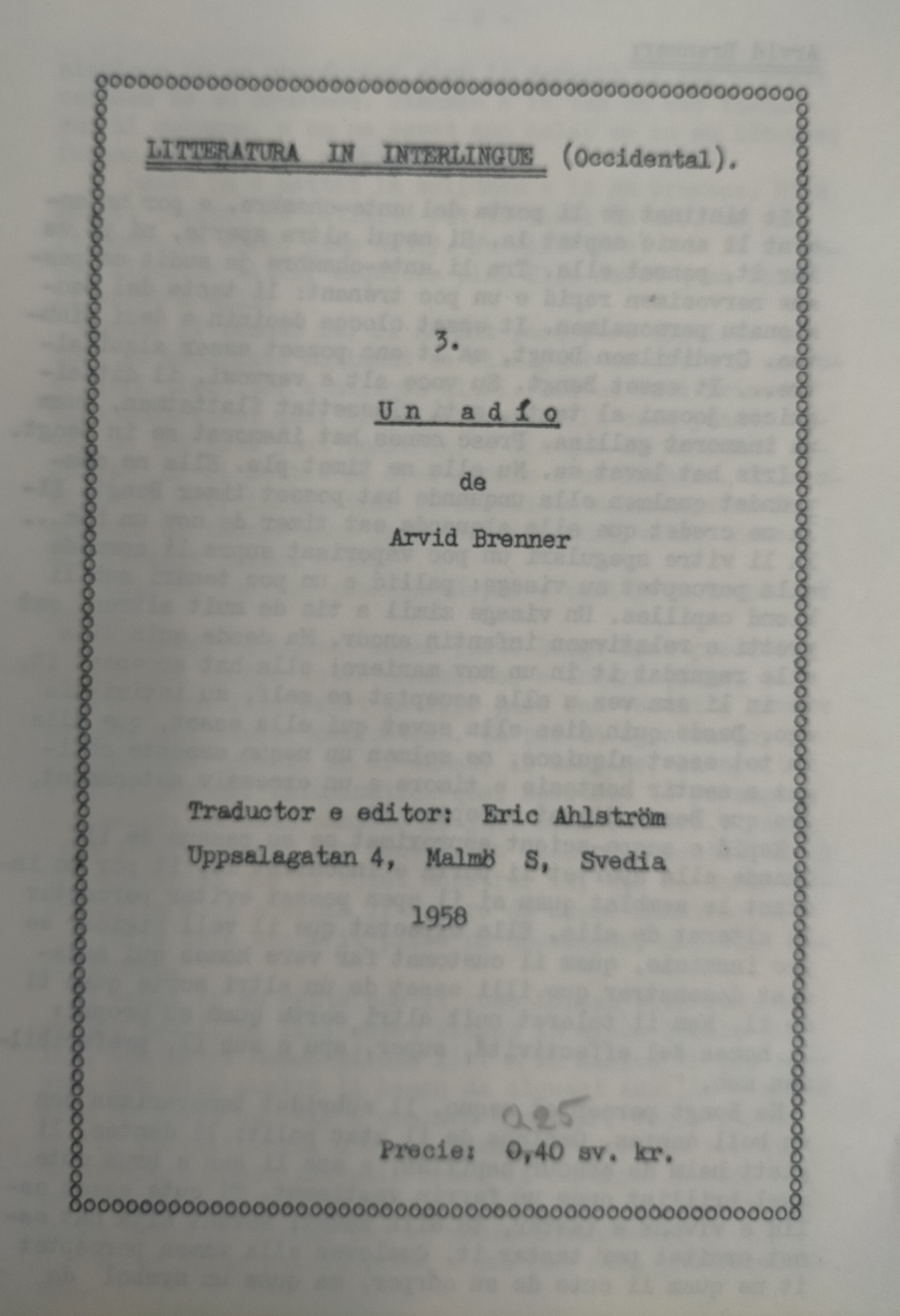
Un Adío (Un au revoir), d', traduit en 1958 par Eric Ahlström.

En 1951, avec la création de l'interlingua, de nombreux occidentalistes, dont Berger, l'une des figures les plus importantes du mouvement interlingue, ont commencé à soutenir cette nouvelle langue de l'IALA. Cela a conduit à une grande déstabilisation du mouvement, et bien que Cosmoglotta ait continué à être publié, il l'a fait avec une fréquence décroissante, cessant de paraître en 1985. Selon l'auteur espérantiste Don Harlow, rédacteur en chef de Cosmoglotta à cette époque, Adrian Pilgrim (ie) a déclaré que l'interlingue pouvait être décrit comme une « langue morte ».
Cependant, les publications de nouvelles littératures en interlingue ont continué tout au long des années 1950 et au début des années 1960, avec des traductions telles que « Une mère parle » du Tchèque Jiří Marek en 1954, « L'allocution aux patrons de Lebak » de Multatuli et « La chemise de mariage (cs) » de Karel Jaromír Erben, traduite par Josef Křesina.
Parmi les autres livres traduits, citons Un Adío (Un adieu) d'Arvid Brenner et Un déserteur de Bo Bergman par Eric Ahlström en 1958. En 1964, Francis R. Pope (ie) a publié Poemas (Poèmes), une anthologie composée de poèmes traduits de l'allemand, du français et de l'anglais.
La renaissance de l'interlingue a commencé en 1999 avec la création d'un groupe Yahoo! pour la langue, après une décennie de déclin dans les années 1980 et 1990. Au début des années 2000, Wikipédia en interlingue a été créé, qui comptait plus de 5 000 articles en 2020.
De nombreux textes originaux en interlingue ainsi que des traductions ont été publiés depuis 2000, le premier étant La Chartreuse de Parme (Li Cartusie de Parma) de Stendhal, traduit par Robert Winter en 2011. En 2012, Thomas Schmidt a publié Li Munde de Sandra dans un magazine en ligne, Posta Mundi, qui contient du matériel publié dans des langues construites. Cela a été suivi par une traduction du Petit Prince en 2014 et une autre de Li Romance de Photogen e Nycteris en 2019.
Entre 2021 et 2023, Vicente Costalago a publié plusieurs textes originaux et traduits en interlingue. Parmi les premiers figurent Li sercha in li castelle Dewahl e altri racontas, Li tresor de Fluvglant, Subuqti et Verses escapat de mi mente. Parmi ces derniers, on trouve Antologie hispan, Fabules, racontas e mites et Antologie de poesie europan.
Une autre écrivaine importante est Dorlota Burdon, qui a publié plusieurs histoires originales dans la revue Posta Mundi. Elle a également traduit Le Fou, de Khalil Gibran.

## Auteurs notables
- Jan Amos Kajš
- Jaroslav Podobský
- Engelbert Pigal
- Abram Kofman
- A.E. Cortinas
- Ilmari Federn
- Thomas Schmidt
- Dorlota Burdon
- Vicente Costalago